# Eric Mabius

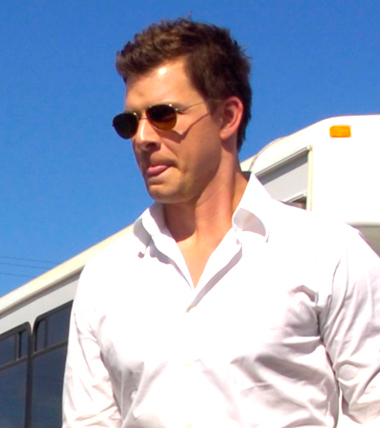
Eric Mabius, 2008

Eric Harry Timothy Mabius (* 21. April 1971 in Harrisburg, Pennsylvania) ist ein US-amerikanischer Schauspieler.

## Leben
Eric Mabius ist österreichisch-polnischer Abstammung. Nachdem er die „Regional High School“ in Amherst, Massachusetts, beendet hatte, studierte er am Sarah Lawrence College in New York u. a. Film und Schauspielerei. Dies war der Ausgangspunkt für seine ersten kleineren Off-Broadway-Produktionen und seinen ersten Filmauftritt. Er spielte in einigen Fernsehserien wie Chicago Hope – Endstation Hoffnung, Party of Five, O.C., California und The L Word – Wenn Frauen Frauen lieben. Der Durchbruch gelang ihm mit der Serie Alles Betty!, die ähnlich der deutschen Telenovela Verliebt in Berlin ist.
Bekannte Filme sind Eiskalte Engel, The Crow III – Tödliche Erlösung und Resident Evil.
Eric Mabius ist mit der Innenarchitektin Ivy Sherman verheiratet und hat mit ihr zwei Söhne.

## Filmografie (Auswahl)
- 1995: Willkommen im Tollhaus (Welcome to the Dollhouse)
- 1995: Weg der Träume (The Journey of August King)
- 1997: Lawn Dogs – Heimliche Freunde (Lawn Dogs)
- 1998: Eiskalte Engel (Cruel Intentions)
- 1999: The Minus Man
- 1999: Millennium – Fürchte deinen Nächsten wie Dich selbst (Millennium, Fernsehserie, eine Episode)
- 2000: The Crow III – Tödliche Erlösung (The Crow: Salvation)
- 2001: Borderline – Kein Weg zurück (On the Borderline)
- 2002: Harvest Moon – Vollmond im September (Dancing at the Harvest Moon, Fernsehfilm)
- 2002: Resident Evil
- 2002: Fastlane (Fernsehserie, eine Episode)
- 2003: The Job … den Finger am Abzug (The Job)
- 2004–2009: The L Word – Wenn Frauen Frauen lieben (The L Word, Fernsehserie, 16 Episoden)
- 2005: O.C., California (The O.C., Fernsehserie, 4 Episoden)
- 2005: Reeker
- 2006: Eine Hochzeit zu Weihnachten (A Christmas Wedding)
- 2006–2010: Alles Betty! (Ugly Betty, Fernsehserie, 85 Episoden)
- 2006: CSI Miami (1 Folge, 4.25)
- 2012: Liebe in acht Lektionen (How to Fall in Love, Fernsehfilm)
- 2013: Scandal (Fernsehserie, 1. Folge)
- 2014: Signed Sealed and Delivered for Christmas (Hallmark)
- 2015: Chicago Fire (Fernsehserie, 7 Folgen)
- 2016: Signed, Sealed, Delivered: From the Heart
- 2017: Signed, Sealed, Delivered: Home Again
- 2019: Inside Game